# 1271

Високе Середньовіччя •  Реконкіста •  Хрестові походи •  Монгольська імперія

## Геополітична ситуація
Михайло VIII Палеолог є імператором Візантійської імперії (до 1282). У Священній Римській імперії триває період міжцарства (до 1273). У Франції править Філіп III Сміливий (до 1285).
Апеннінський півострів розділений: північ належить Священній Римській імперії, середню частину займає Папська область, південь належить Сицилійському королівству. Деякі міста півночі: Венеція, Піза, Генуя тощо, мають статус міст-республік.
Майже весь Піренейський півострів займають християнські Кастилія, Леон (Астурія, Галісія), Наварра, Арагонське королівство (Арагон, Барселона) та Португалія, під владою маврів залишилися тільки землі на самому півдні. Генріх III є королем Англії (до 1272), а королем Данії — Ерік V (до 1286).
Король Русі Лев Данилович править у Києві та Галичі (до 1301), Роман Михайлович Старий — у Чернігові (до 1288). На чолі королівства Угорщина стоїть Стефан V Арпад (до 1272). У Кракові княжить Болеслав V Сором'язливий (до 1279).
Монгольська імперія займає більшу частину Азії. У північному Китаї править монгольська династія Юань, на півдні династія Сун усе ще чинить опір завойовникам. У Єгипті правлять мамлюки. Невеликі території на Близькому Сході утримують хрестоносці. Мариніди почали правити в Магрибі. Делійський султанат є наймогутнішою державою Північної Індії, а на півдні Індії домінує Чола. В Японії триває період Камакура.
Цивілізація мая переживає посткласичний період. Почала зароджуватися цивілізація ацтеків.

## Події
- Лев Данилович почав княжити в Києві.
- За велінням Володимира Васильковича на кордоні між Руським королівством і Литвою почалося будівництво Кам'янецької вежі.
- Найдовший в історії конклав обрав папою римським Григорія X.
- Єгипетський султан Бейбарс захопив фортецю хрестоносців Крак де Шевальє, однак його спроби взяти Триполі й розпочати вторгнення на Кіпр були марними.
- Англійський принц Едвард прибув у Палестину й розпочав Дев'ятий хрестовий похід, але жодних земель відвоювати не вдалося й похід завершився укладенням чергової мирної угоди.
- Після смерті Альфонса де Пуатьє графства Тулузьке, Пуатевінське й Овернське перейшли у власність французької корони.
- Монгольський хан Хубілай започаткував династію Юань.
- Марко Поло вирушив із Венеції в Китай.
- Грошова реформа Масуд-бека

## Народились
- 27 вересня — Вацлав II, король Польщі з 1300 до 1305, Чехії з 1283 до 1305 і Угорщини з 1301 до 1305.

## Померли
- 24 жовтня Ельжбета Угорська